# Arnett Gardens FC
Arnett Gardens FC is een Jamaicaanse voetbalclub uit Kingston. De club werd in 1977 opgericht na een fusie tussen All Saints en Jones Town Football.

## Erelijst
Nationaal
- Jamaica Premier League: 1978, 2001, 2002, 2015, 2017
- KSAFA Jackie Bell Knockout Competition: 1990, 1992, 1995, 1999, 2005, 2012, 2016

Continentaal
- CONCACAF Caribbean Shield: 2024

Arnett Gardens · 
Boys' Town · 
Harbour View · 
Humble Lions · 
Jamalco · 
Maverley Hughenden · 
Montego Bay United · 
Portmore United · 
Reno · 
Tivoli Gardens · 
UWI Pelicans · 
Waterhouse